# Vega de Infanzones (kommunhuvudort)
Vega de Infanzones är en kommunhuvudort i Spanien.   Den ligger i provinsen Provincia de León och regionen Kastilien och Leon, i den norra delen av landet, 270 km nordväst om huvudstaden Madrid. Vega de Infanzones ligger 780 meter över havet och antalet invånare är 846.
Terrängen runt Vega de Infanzones är platt.Runt Vega de Infanzones är det glesbefolkat, med 9 invånare per kvadratkilometer. Närmaste större samhälle är León, 13,5 km norr om Vega de Infanzones. Trakten runt Vega de Infanzones består till största delen av jordbruksmark.